# Marano di Valpolicella
Marano di Valpolicella (Maràn de Valpolexèla in veneto) è un comune italiano di 3 105 abitanti della provincia di Verona in Veneto, situato nel cuore della Valpolicella.
Il comune si estende su circa 18,63 km² di territorio che dà origine ad una vallata inserita tra quelle di Negrar ad est e quella di Fumane ad ovest, mentre a sud essa si apre sulla pianura veronese confinando con San Pietro in Cariano.
La sede comunale dista circa 18 chilometri in linea d'aria da Verona in direzione nord ovest. Oltre al capoluogo, il comune è composto dalle frazioni di Pezza, San Rocco e Valgatara.
Alcuni reperti testimoniano che la zona di Marano sia stata abitata fin dalla preistoria, in particolare sono state portate alla luce tracce di insediamenti e di sepolture attribuibili all'età del rame. Sulla sommità del monte Castelon, grazie alla sua posizione strategica, venne edificato un castelliere dell'età bronzea. Prima dell'arrivo dei romani avvenuto nel II secolo a.C. qui vi era stanziata la popolazione degli Arusnati, presente in loco già a partire dal V secolo a.C.. Dell'epoca romana sono state trovate, sul monte Castelon, delle vestigia di un tempio dedicato a Minerva, mentre nella chiesa di San Marco al Pozzo a Valgatara si trova una pietra, utilizzata nella costruzione dell'edificio, un'iscrizione del I secolo d.C. attestante il culto di Giove. Nell'alto medioevo il territorio venne diviso in numerosi vicus, alcuni dei quali sono identificabili ancora oggi con alcune delle contrade presenti. Nel XII secolo Marano e Valgatara sono attestati come comuni rurali che godono di una non comune indipendenza da qualsiasi ente ecclesiastico. Tuttavia, a partire dal 1183 essi vengono sottomessi, seppur pacificamente, al comune di Verona. Con la crisi dell'epoca comunale, Marano è teatro di numerosi scontri tra le varie fazioni politiche, mentre formalmente è sotto controllo dei conti Sambonifacio. A scopo difensivo, intorno al X secolo la popolazione costruisce un castello sull'odierno monte Castelon che venne in seguito ristrutturato da Federico della Scala nei primi anni del XIV secolo. Quando Federico fu costretto all'esilio, anche il castello andò in disgrazia, venendo distrutto probabilmente nel 1325. Con la venuta dei veneziani, Marano viene a far parte del Vicariato della Valpolicella, sorretto da un proprio statuto che gli riconferma una certa autonomia.

## Geografia fisica
La valle di Marano dista circa 18 chilometri da Verona, in direzione nord ovest rispetto al capoluogo di provincia, e fa parte della Valpolicella. Il territorio comunale si estende per 18,62 km² e confina con Sant'Anna d'Alfaedo a nord, Negrar di Valpolicella ad est, San Pietro in Cariano a sud e Fumane ad ovest. Oltre al capoluogo, posizionato ad un'altitudine di 318 m s.l.m., il comune comprende anche le frazioni di Pezza, San Rocco e Valgatara.
Il grado di sismicità della zona è considerato basso.

### Territorio
Il territorio del comune si estende lungo la valle di Marano, dalla zona più pianeggiante al confine con San Pietro in Cariano fino alle colline con viti e ulivi e alle propaggini meridionali dei Monti Lessini al confine con Sant'Anna d'Alfaedo.

### Clima
Il clima è complessivamente buono durante tutto il periodo dell'anno, soprattutto durante la stagione invernale, grazie alla protezione a nord dei monti Lessini e alla buona esposizione al sole verso sud, tanto da farlo avvicinare molto a quello di tipo mediterraneo, testimoniato dalla presenza di numerosi cipressi ed ulivi. Nei mesi invernali la temperatura generalmente risulta più bassa nelle zone pianeggianti rispetto alla collina e raramente scende di molti gradi sotto lo zero ad eccezione della zona montuosa. D'estate le temperature massime si aggirano mediamente tra i 25-30 gradi e le minime tra i 18 e i 20, con una lieve differenza tra la collina, generalmente più fresca e ventilata, e la zona pianeggiante.
I giorni di nebbia sono circa 25-30 nelle zone di fondo valle, mentre non superano i 15 in quelle collinari fino ad un'altezza di 500 metri.
La piovosità annua è di 850 mm circa nella zona più pianeggiante, di 1200 mm circa nella zona tra i 500 ed i 700 m e infine di 1 000 mm circa nella zona montana. Le precipitazioni sono concentrate soprattutto in primavera e autunno, mentre in estate si possono verificare intensi fenomeni temporaleschi, talvolta accompagnati da grandine. La neve è rara e generalmente non si mantiene a lungo. I venti invernali dominanti sono la bora, che soffia da nord-est, e lo scirocco, proveniente da sud-est. Talvolta si sperimenta anche il vento di föhn, caratterizzato da raffiche molto elevate. D'estate si hanno, di norma, leggere brezze. Dal punto di vista legislativo, il comune ricade nella "Fascia climatica E" con 2.865 gradi giorno.
Di seguito si riportano i dati della stazione meteorologica di Verona Boscomantico, situata a pochi chilometri a sud-est rispetto alla frazione di Valgatara e quindi sufficientemente significativi almeno per quanto riguarda la parte pianeggiante del territorio.
| Verona Boscomantico (1961-1990)                      | Mesi | Mesi | Mesi  | Mesi  | Mesi  | Mesi  | Mesi  | Mesi  | Mesi  | Mesi | Mesi | Mesi | Stagioni | Stagioni | Stagioni | Stagioni | Anno   |
| Verona Boscomantico (1961-1990)                      | Gen  | Feb  | Mar   | Apr   | Mag   | Giu   | Lug   | Ago   | Set   | Ott  | Nov  | Dic  | Inv      | Pri      | Est      | Aut      | Anno   |
| ---------------------------------------------------- | ---- | ---- | ----- | ----- | ----- | ----- | ----- | ----- | ----- | ---- | ---- | ---- | -------- | -------- | -------- | -------- | ------ |
| T. max. media (°C)                                   | 6,4  | 8,8  | 13,1  | 17,4  | 21,6  | 25,9  | 28,7  | 27,9  | 23,9  | 18,0 | 11,4 | 7,1  | 7,4      | 17,4     | 27,5     | 17,8     | 17,5   |
| T. media (°C)                                        | 3,2  | 5,3  | 9,1   | 13,0  | 16,9  | 20,9  | 23,7  | 23,1  | 19,5  | 14,1 | 8,4  | 3,4  | 4,0      | 13,0     | 22,6     | 14,0     | 13,4   |
| T. min. media (°C)                                   | 0,0  | 1,7  | 5,2   | 8,6   | 12,2  | 16,0  | 18,7  | 18,3  | 15,2  | 10,3 | 5,4  | 0,5  | 0,7      | 8,7      | 17,7     | 10,3     | 9,3    |
| Nuvolosità (okta al giorno)                          | 6    | 5    | 5     | 5     | 4     | 4     | 3     | 3     | 4     | 4    | 6    | 5    | 5,3      | 4,7      | 3,3      | 4,7      | 4,5    |
| Precipitazioni (mm)                                  | 46   | 41   | 47    | 52    | 80    | 73    | 68    | 74    | 60    | 68   | 59   | 44   | 131      | 179      | 215      | 187      | 712    |
| Giorni di pioggia                                    | 6    | 5    | 7     | 7     | 10    | 8     | 7     | 6     | 6     | 6    | 7    | 6    | 17       | 24       | 21       | 19       | 81     |
| Radiazione solare globale media (centesimi di MJ/m²) | 560  | 880  | 1 340 | 1 710 | 2 040 | 2 230 | 2 270 | 1 920 | 1 460 | 980  | 590  | 430  | 1 870    | 5 090    | 6 420    | 3 030    | 16 410 |

## Etimologia
La forma più antica in del toponimo, Marianum, appare solo a partire dall'XI secolo. Tale nome dovrebbe derivare dal tardo latino col significato di "terreno di proprietà di Marius" (l'aggiunta del suffisso ""-anus" identifica infatti una proprietà), che secondo la tradizione è stato identificato con Gaio Mario, il quale avrebbe fatto costruire un castello in zona "Castelon" in funzione di difesa contro i Cimbri. Con l'annessione al Regno d'Italia, alla semplice denominazione di "Marano" del capoluogo, viene aggiunto con regio decreto "di Valpolicella" affinché non si confondesse con altre località dal nome uguale che si trovavano nella penisola.

## Storia

### Preistoria e antichità
La mancanza di scavi archeologici sistematici in zona non ha permesso di ricostruire la vita degli abitanti preistorici della zona. Tuttavia sono state trovate tracce di un abitato risalente all'età del rame in località Cà Boschetti, mentre altri insediamenti furono presenti sul monte Per e alla Porcarola. Nel 1904, a Castel Besin, venne portata alla luce una sepoltura contenente uno scheletro corredato da una lama di pugnale in selce.
Sul monte Castelon è documentata la presenza di insediamenti molto antichi che perdurarono fino al medioevo in quanto qui trovarono una posizione strategica a dominio della vallate. Proprio qui è attestato un castelliere, un arroccamento d'altura, dell'età bronzea ed è molto probabile che il successivo castello medievale sia sorto sui suoi resti. Nella zona sono stati ritrovati anche oggetti risalenti all'età del ferro. Molti dei reperti sono oggi esposti nei musei dedicati, nel vicino Museo paleontologico e preistorico di Sant'Anna d'Alfaedo, a Verona e a Venezia. In alcuni siti del territorio comunale sono attestate presenze paleovenete.

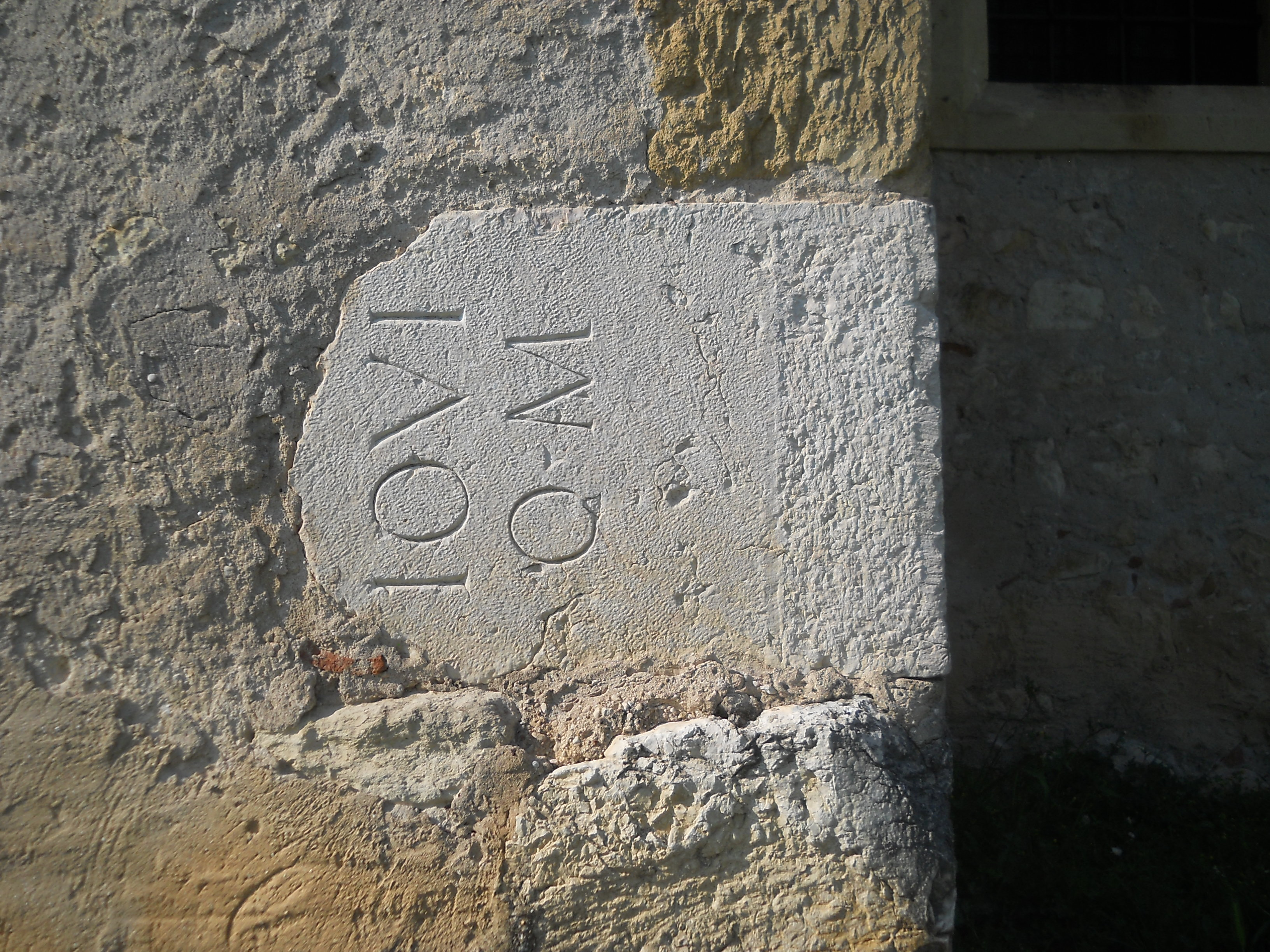
Pietra del I secolo d.C. utilizzata per la costruzione della chiesa di San Marco al Pozzo in cui si inneggia al culto di Giove.

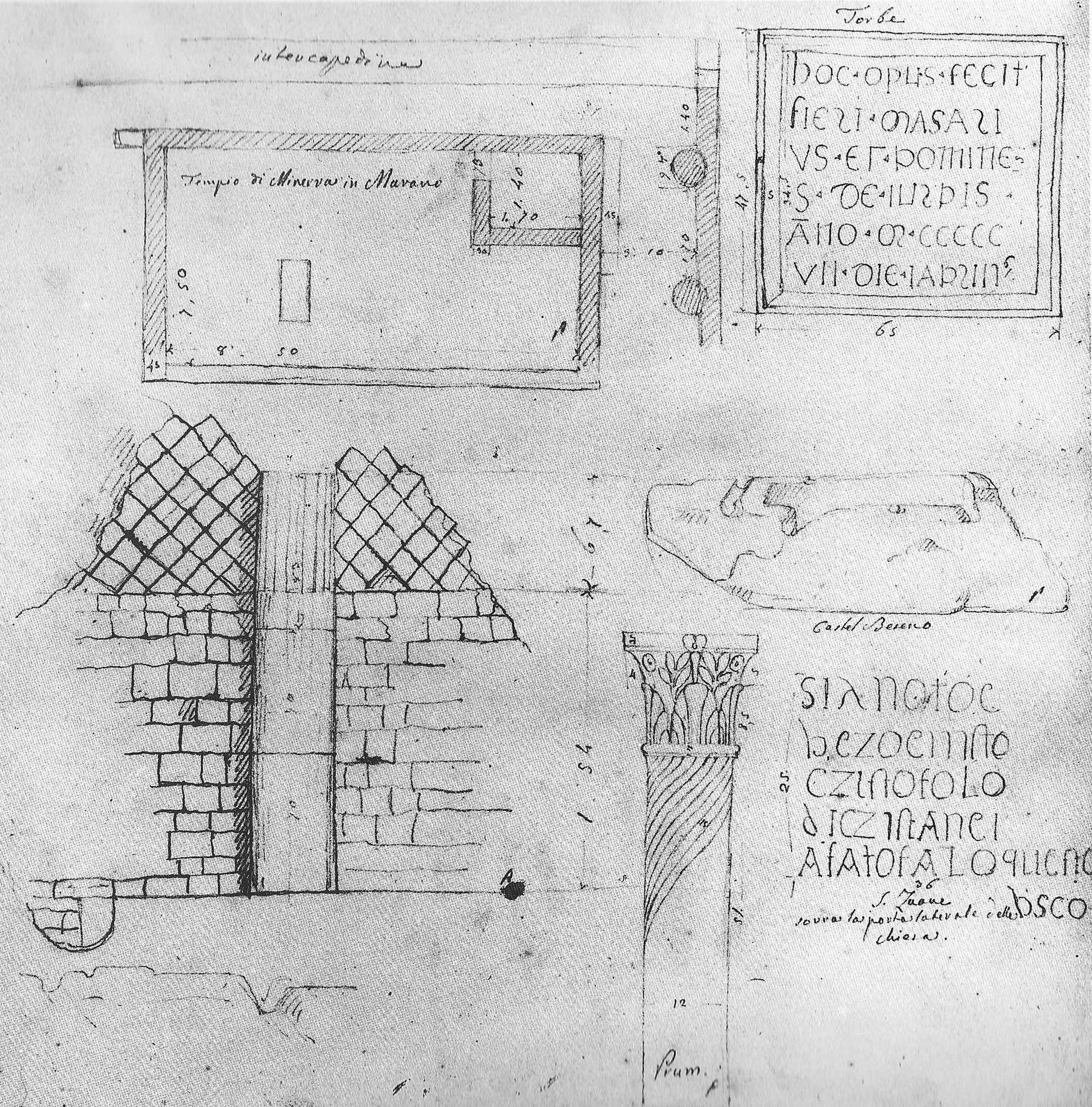
Uno dei disegni relativi ai resti del tempio di Minerva, realizzati dal pittore mantovano Giuseppe Razzetti ed oggi conservati nella biblioteca civica di Verona durante gli scavi promossi da Girolamo Orti Manara nel 1835. Tra i reperti rinvenuti, numerose iscrizioni che hanno permesso di stabilire che fosse un antico luogo sacro: un fanum.

Quando iniziò la dominazione romana, attorno al II secolo a.C., il territorio era abitato dagli Arusnati), popolazione di probabile origine etrusca o comunque italica, che vi si stanziò nella zona già a partire dal V secolo a.C. Sul "Castelon", presso l'attuale santuario di Santa Maria di Valverde, sorse un tempio romano dedicato a Minerva. A Valgatara sono state ritrovate due iscrizioni del I secolo d.C. che attestano il culto di Giove, oltre ad un altare del III secolo d.C. dedicato alla triade Capitolina.

### Storia medievale
Nell'alto medioevo è probabile una presenza longobarda con la suddivisione della zona in numerosi vicus, piccoli insediamenti rurali, che perdureranno anche nella successiva età carolingia. Alcuni di questi insediamenti arriveranno fino ai giorni nostri, altri scompariranno nei secoli. L'odierna Cadiloi a Valgatara fu originariamente un vicus del IX secolo chiamato Arcele, mentre intorno al X secolo vi furono quelli di Fasanara e Oliveto, precursori della moderna località di Pozzo. Al secolo successivo sono attestati i vicus di Paverno, Baurago e Malini, sopravvissuti urbanisticamente fino ad oggi con gli ultimi due che muteranno nome, rispettivamente, in Malini e Ravazzol. Sembra che le contrade limitrofe a Marano abbiano un'origine più tarda, vengono infatti menzionate solo intorno al XIII secolo, con Canzago e Ravazzol probabilmente tra le più antiche. Della frazione di Pezza abbiamo le prime testimonianze solo a partire dal XIV secolo.
Nel XII secolo fanno la loro comparsa i primi comuni rurali: Valgatara e Marano assumono ben presto questo ruolo politico. Differentemente da quello che accade nei comuni limitrofi della Valpolicella, sembra che la valle di Marano sia stata, in quei tempi, indipendente da qualsiasi ente ecclesiastico. Tuttavia, in seguito alla pace di Costanza del 1183 i due comuni rurali di Marano e Valgatara vengono indicati come ville rivendicate dal Comune di Verona. Nonostante i profondi mutamenti che questa sottomissione comportò, sembra che avvenne comunque senza particolari spargimenti di sangue.
Al tramontare dell'epoca comunale, grazie ad alcuni diplomi imperiali emanati da Federico Barbarossa e Federico II di Svevia apprendiamo che la valle non fosse assoggettata ad alcuna signoria fondiaria (come avvenne, ad esempio, per le limitrofe Fumane o Negrar) ma fece parte dei possedimenti dei conti Sambonifacio. Ciò comportò agli abitanti una discreta autonomia ma dovettero tuttavia fare i conti con numerosi scontri armati tra le varie fazioni politiche che qui si contendevano il potere. La scarsa presenza in loco di monasteri e solide istituzioni civili non ci permette di ricostruire gli aspetti sociali del tempo ma possiamo supporre che, per via dell'espansione urbanistica di Verona, anche la valle di Marano fu coinvolta in una progressiva emigrazione verso il capoluogo.

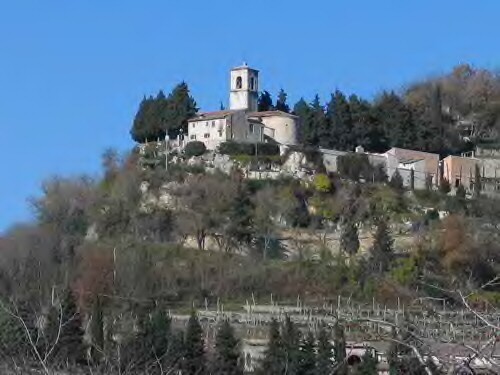
Il monte Castelon con il santuario di Santa Maria di Valverde

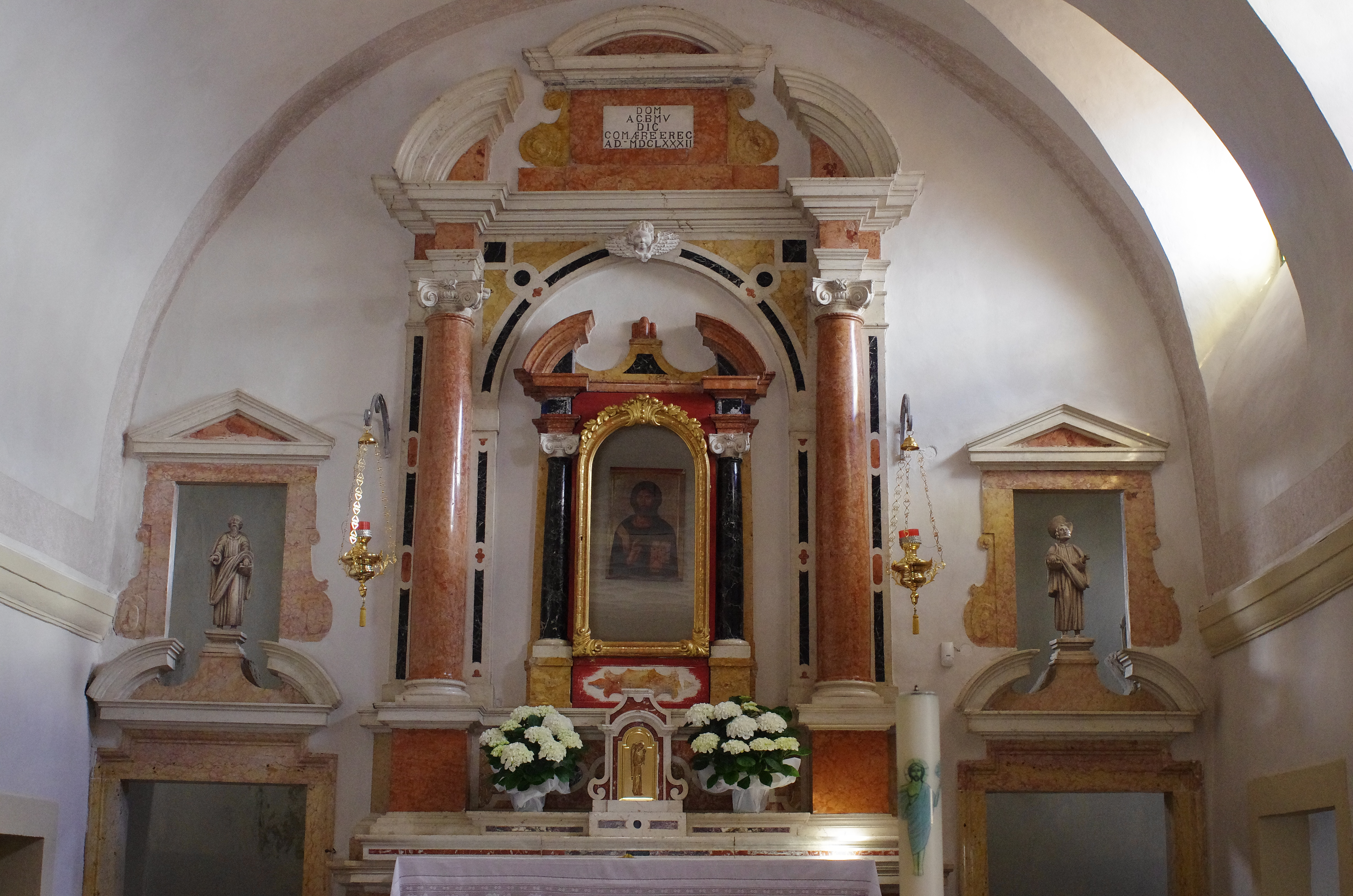
Altare maggiore del santuario di Santa Maria di Valverde, in epoca basso medievale qui sorgeva un castello andato distrutto nel 1325.

Federico della Scala, divenuto conte della Valpolicella nel 1311 grazie ad un bando dell'imperatore Enrico VII, ristrutturò il castello del paese. Di questa fortificazione, posta sul monte Castelon nei pressi dell'odierno santuario di Santa Maria di Valverde, troviamo le prime menzioni in un documento del 1213 che ci dimostra che la sua edificazione avvenne intorno al X secolo. Inizialmente utilizzato dalla popolazione locale per scopi difensivi, passerà poi a Comune di Verona che lo ricostruì dopo la sua distruzione avvenuta nel 1223 a causa di un terremoto. Con la denominazione di "castrum et turris Marani" compare nello statuto del comune di Verona da cui apprendiamo che vi erano stanziate quattro guardie armate e che doveva essere tenuto in efficienza per via della sua posizione strategica. Anche a Valgatara venne eretto un castello, menzionato per la prima volta in un documento del 1267, di cui l'esatta localizzazione non è mai stata identificata, anche se si ritiene che potesse sorgere presso l'attuale località di Villa. Costretto Federico, nel 1325, all'esilio in seguito ad una congiura contro Cangrande, anche il castello cadde in disgrazia e probabilmente venne definitivamente distrutto proprio in quello stesso anno.

### Storia moderna
Col passaggio sotto il dominio veneziano, in seguito della dedizione di Verona a Venezia del 24 giugno 1405, la valle di Marano andò a far parte del Vicariato della Valpolicella, con sede a San Pietro in Cariano, sorretto da un proprio statuto. La Serenissima riconfermò alla popolazione locale tutti i diritti e privilegi che le erano stati concessi durante il periodo scaligero, garantendole così una propria autonomia amministrativa e l'esenzione da alcuni gravami fiscali. Inoltre, il Vicario giurisdicente era eletto direttamente dalla popolazione della Valpolicella, seppur egli dovesse essere un cittadino di Verona anche se, tuttavia, spesso la scelta ricadeva su qualche ricco proprietario terriero originario della valle ma inurbatosi nella vicina città, come ad esempio avvenne per Jacopo da Marano, Vicario nel 1439.
Sotto la Serenissima, la tranquillità politica favorì l'economia e il territorio di Marano, come il resto della Valpolicella, si arricchì di ville di grande pregio, dimore di campagna per i ricchi patrizi che qui vi soggiornavano o avevano ampie proprietà fondiarie. Tra le principali famiglie nobiliari che godevano di grandi possedimenti in questa valle possiamo citare i da Sacco, i da Castello, i Del Bene, i da Sesso, i Maffei e i Greppa. Anche enti ecclesiastici come la pieve di San Floriano, quella di san Giorgio e di San Zeno a Fumane, erano proprietari di vasti terreni. Nel quattrocento si contavano solo due confraternite cattoliche operanti nel territorio marianese, una delle quali a Valgatara. Un numero molto basso, se confrontato con quello che si riscontrava nel resto del Veneto. Tuttavia, già nel secolo seguente circa la metà degli abitanti, su una popolazione di 600 persone circa, era affigliato ad una associazione religiosa, in particolare a quelle intitolate a Maria.

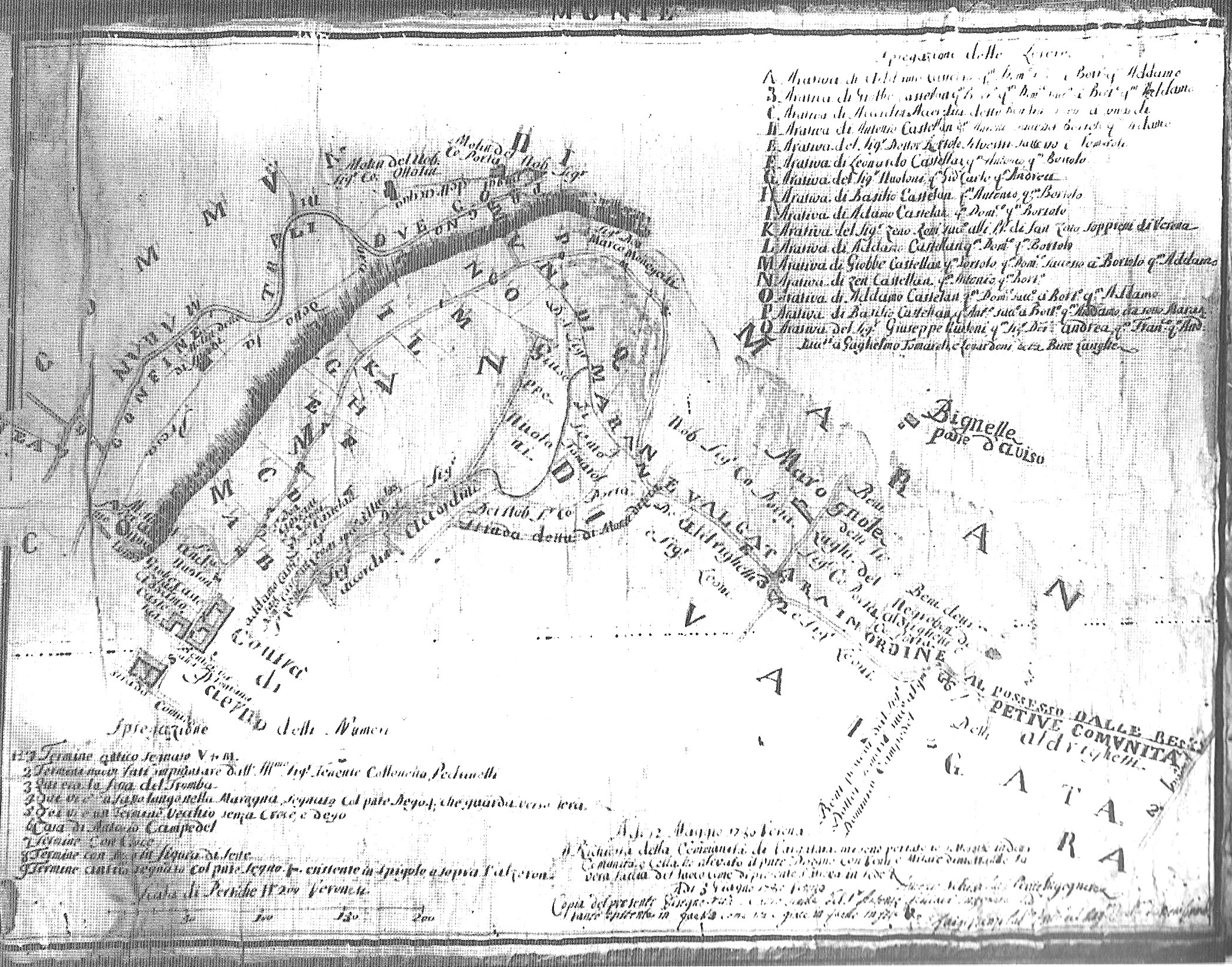
Confini tra i comuni di Valgatara e Marano in una mappa del XVIII secolo.

Questi anni di prosperità e crescita demografica, subirono due forti interruzioni quando la valle venne duramente colpita dalle epidemie di peste, che imperversarono nel 1575 e nel 1630. In particolare, sappiamo che nel 1575 le autorità dell'Ufficio della Sanità avevano riscontrato precocemente a Marano e Valgatara i primi sintomi della malattia, inserendole dunque in un elenco di comunità del distretto veronese ai cui abitanti era vietato l'accesso alla città. Inoltre, furono presi diversi provvedimenti di quarantena per alcuni residenti sospettati di aver contratto la peste.
Sarà necessario aspettare la fine del XVII secolo per avere nuovamente una consistente crescita demografica che porterà la popolazione a superare per numero quella antecedente alle epidemie di peste. Per sfamare tutti gli abitanti vengono realizzati dei terrazzamenti (che qui prendono il nome di marogne) al fine di aumentare la superficie da dedicare all'agricoltura.

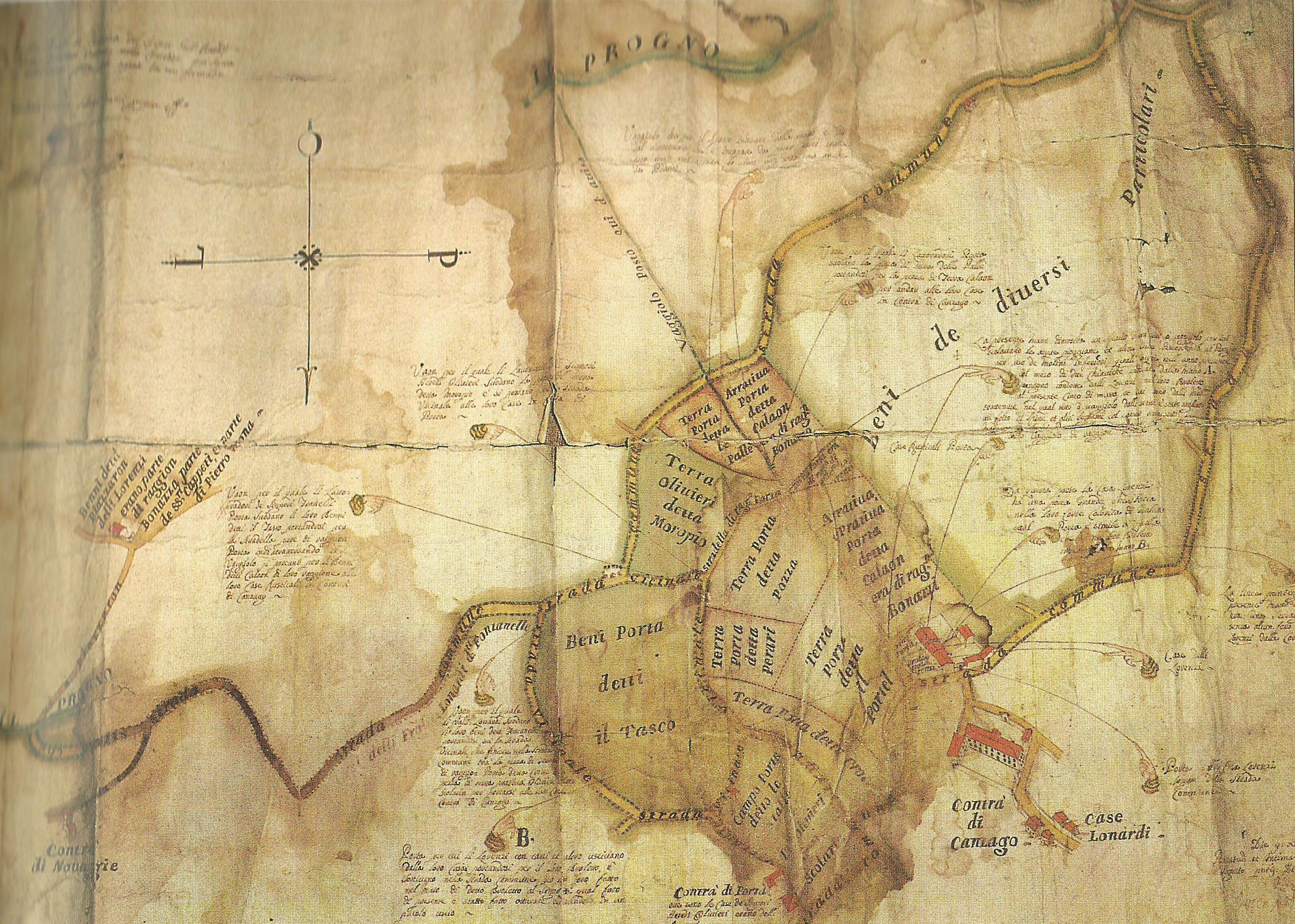
Mappa di Canzago del settecento.

Nel 1796 l'esercito francese, con a capo Napoleone Bonaparte, conquistò Verona ponendo anche Marano sotto il suo dominio. In seguito al trattato di Campoformio, che decretava la scomparsa della repubblica di Venezia, venne soppresso il Vicariato della Valpolicella che tuttavia venne ristabilito per un breve periodo in seguito alla cessione del Veneto all'Austria, per poi scomparire definitivamente in seguito alla pace di Presburgo del 1805, quando tutto il Veneto tornò sotto il dominio napoleonico. In seguito alla Restaurazione e al Congresso di Vienna del 1814-15, Marano passò stabilmente sotto il controllo dell'impero austro-ungarico. Il periodo di dominazione asburgica trascorse senza che la zona fosse coinvolta in particolari eventi, vi si può tuttavia menzionare il definitivo accorpamento di Valgatara al comune, dopo che aveva fatto per un breve periodo parte di Fumane.
Gli anni successivi all'annessione al Regno d'Italia furono particolarmente gravosi per la popolazione più debole a causa di un notevole peggioramento delle condizioni economiche. Se nel 1868 si registravano 38 famiglie indigenti nel comune, tale dato sale a 61 solo dodici anni più tardi; numerosi erano, inoltre, coloro che furono autorizzati alla questua. La povertà diffusa, le modeste rendite agrarie, l'aumento delle tasse, nonché l'alta incidenza di malattie endemiche, come vaiolo e colera, oltre alla pellagra favorita dalla scarsa alimentazione, portarono molti maranesi a cercare fortuna all'estero insieme a molti altri veneti.
Come se tutto ciò non bastasse, a rendere ancora più dura la vita dei contadini, gli ultimi decenni dell'Ottocento videro la comparsa di malattie della vite, come la filossera, che decimarono le vendemmie. Tuttavia, tutto ciò portò ad una lenta, ma efficace, modernizzazione delle tecniche vinicole e alla valorizzazione delle colture specializzate riconoscendo la vocazione della zona per il vino.

### Storia contemporanea
Le tensioni sociali si esacerbarono a cavallo tra il XIX secolo e il XX. Ciò portò all'affermazione di movimenti di stampo cattolico che portarono alla costituzione di un Comitato Parrocchiale a Valgatara e, nel 1896 di una cassa rurale a Marano, quest'ultima attiva fino al 1933. Il disagio della popolazione lavoratrice scaturì in diversi scioperi e manifestazioni dei sindacali. Solo lo scoppio della prima guerra mondiale poté fermare questo periodo di forti contrasti, ma solo momentaneamente. Terminata la grande guerra le lotte sociali continuarono ancora più aspramente, vedendo contrapposte le fazioni dei cattolici, dei liberali, dei socialisti e del neonato fascismo.

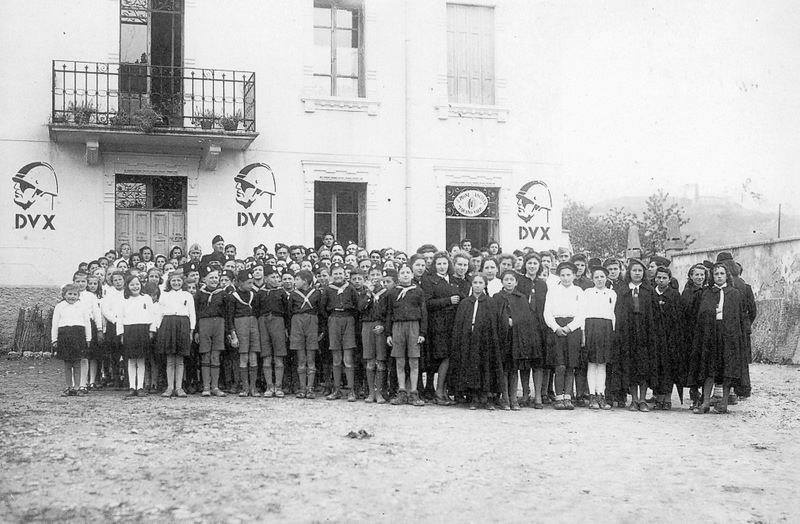
La casa del Fascio di Marano, fondata nel 1922.

Francesco Zardini, nel 1922, costituì il primo Fascio del territorio maranese, mentre Luigi Campagnola ne divenne il segretario politico. Nonostante che il partito fascista fosse riuscito ad ottenere 224 preferenze nelle elezioni del 1924, esse furono ancora vinte dal Partito Popolare, che si affermò con 256 voti su 551 totali. Tuttavia, ben presto la carica di sindaco venne rimossa dal regime a favore di un podestà non eletto ma bensì nominato.
Il ventennio non sconvolse più di tanto la vita del comune di Verona e nemmeno la successiva seconda guerra mondiale interessò la zona, dove non si verificò alcuna azione bellica, fatta eccezione per i numerosi caduti e dispersi tra i giovani (25 di Marano e 18 di Valgatara). Nel comune vi fu, tuttavia, la presenza di circa un centinaio di sfollati, provenienti da Verona e altri paesi della val d'Adige, che qui trovarono un rifugio ai violenti bombardamenti degli alleati che tentavano di colpire la ferrovia e la strada del Brennero. Con la caduta del fascismo e la conseguente guerra civile, in paese iniziò ad operare il battaglione "Aquila", comandato da Tarcisio Benedetti, appartenente alla Resistenza italiana, ma ciò non si tradusse in avvenimenti degni di particolare nota.

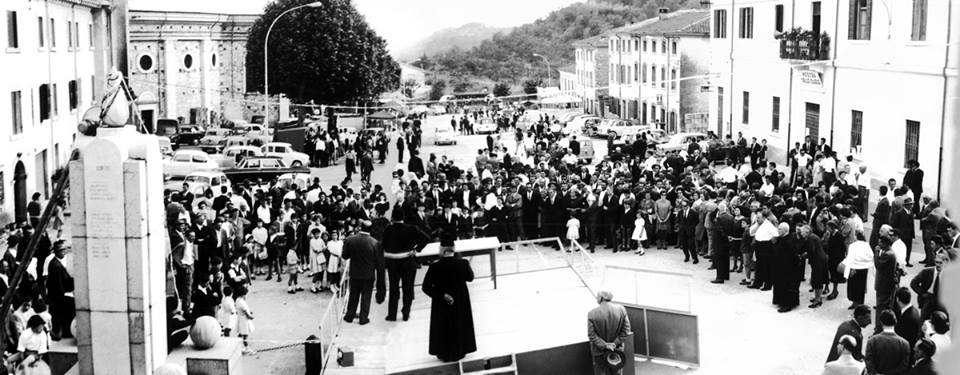
Festa delle ciliegie del 23 giugno 1963 a Marano.

Terminata la guerra, il 2 giugno 1946 si tennero le consultazioni elettorali che portarono alla nascita della Repubblica Italiana nonché all'elezione dell'Assemblea Costituente. A Marano il primo e indiscusso partito fu la Democrazia Cristiana con 1311 voti, mentre il Partito Comunista Italiano ne raccolse 28, i socialisti 228, il Partito d'Azione 8, il Partito Repubblicano 3, il Fronte dell'Uomo Qualunque 22, e l'Unione Democratica Nazionale 31. Questo assetto politico rimarrà immutato almeno fino a quasi tutti gli anni 1980, con la Democrazia Cristiana che continuò a godere di un'ampia maggioranza, variando dal tra il 70% e l'84% dei suffragi, mentre il partito comunista non riuscirà mai a superare il 7%.

### Simboli

Stemma comunale

La blasonatura ufficiale dello stemma di Marano di Valpolicella è la seguente:
Lo stemma è stato concesso con regio decreto del 18 luglio 1930 e regie lettere patenti del 21 dicembre 1931.
Il gonfalone consiste in drappo troncato di azzurro e di bianco..

## Monumenti e luoghi d'interesse

### Architetture religiose
Ai Marano di Valpolicella si possono trovare numerosi edifici religiosi, alcuni di elevato interesse storico e architettonico. I più antichi risalgono all'epoca medievale e rappresentano pregevoli esempi di architettura romanica veronese. Tuttavia è dal 1400 che si ha l'edificazione di numerose chiese che costituiscono le prime parrocchie. Inoltre, si possono trovare sparsi nel territorio numerosi oratori seicento-settecenteschi annessi alle ville signorili dell'epoca. Molte delle prime notizie storiche riguardanti gli edifici di culto ci provengono dai resoconti della visita pastorale del vescovo veronese Ermolao Barbaro il Vecchio che fece nei territori maranesi nel 1458.

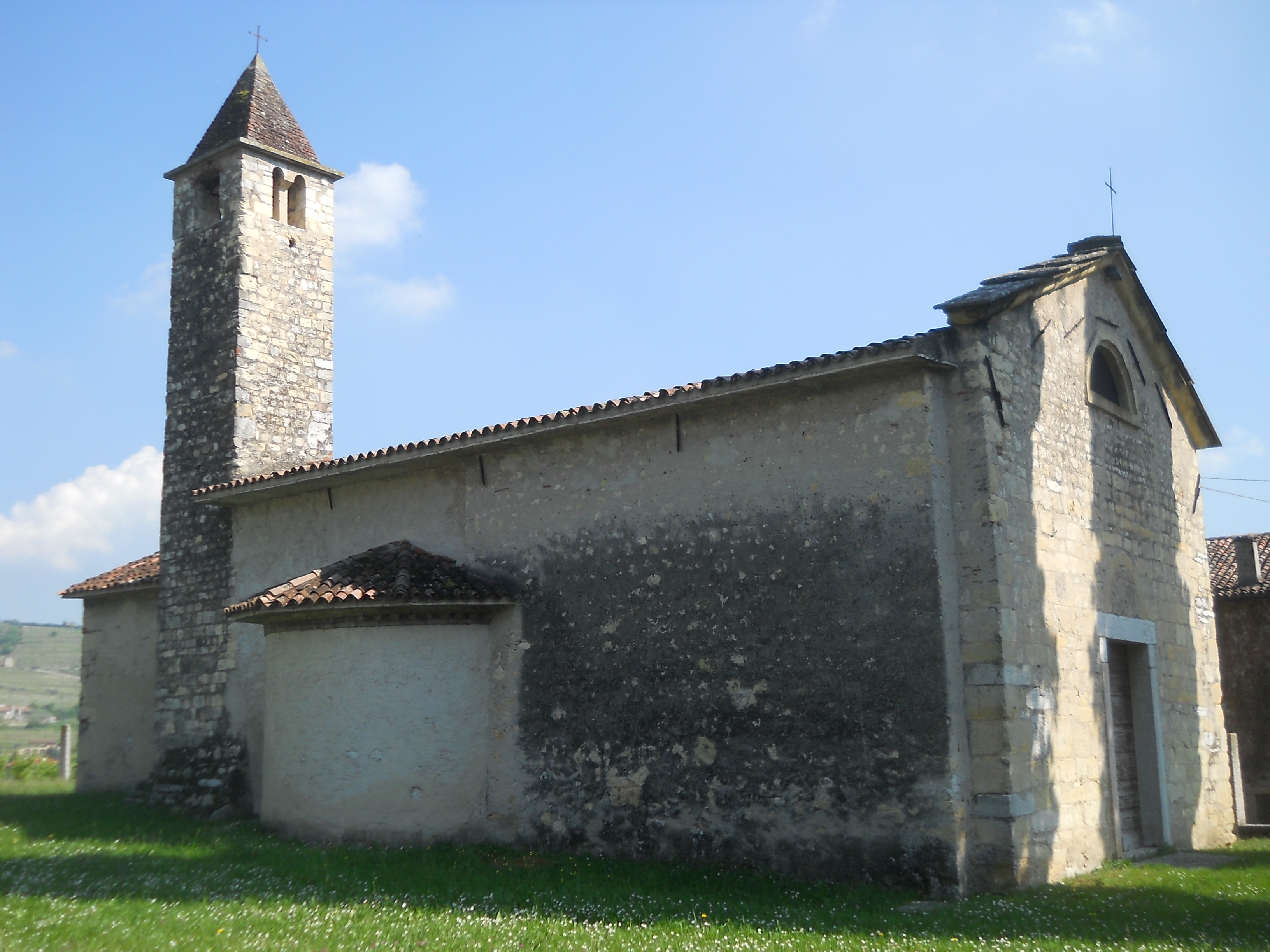
Chiesa di San Marco al Pozzo

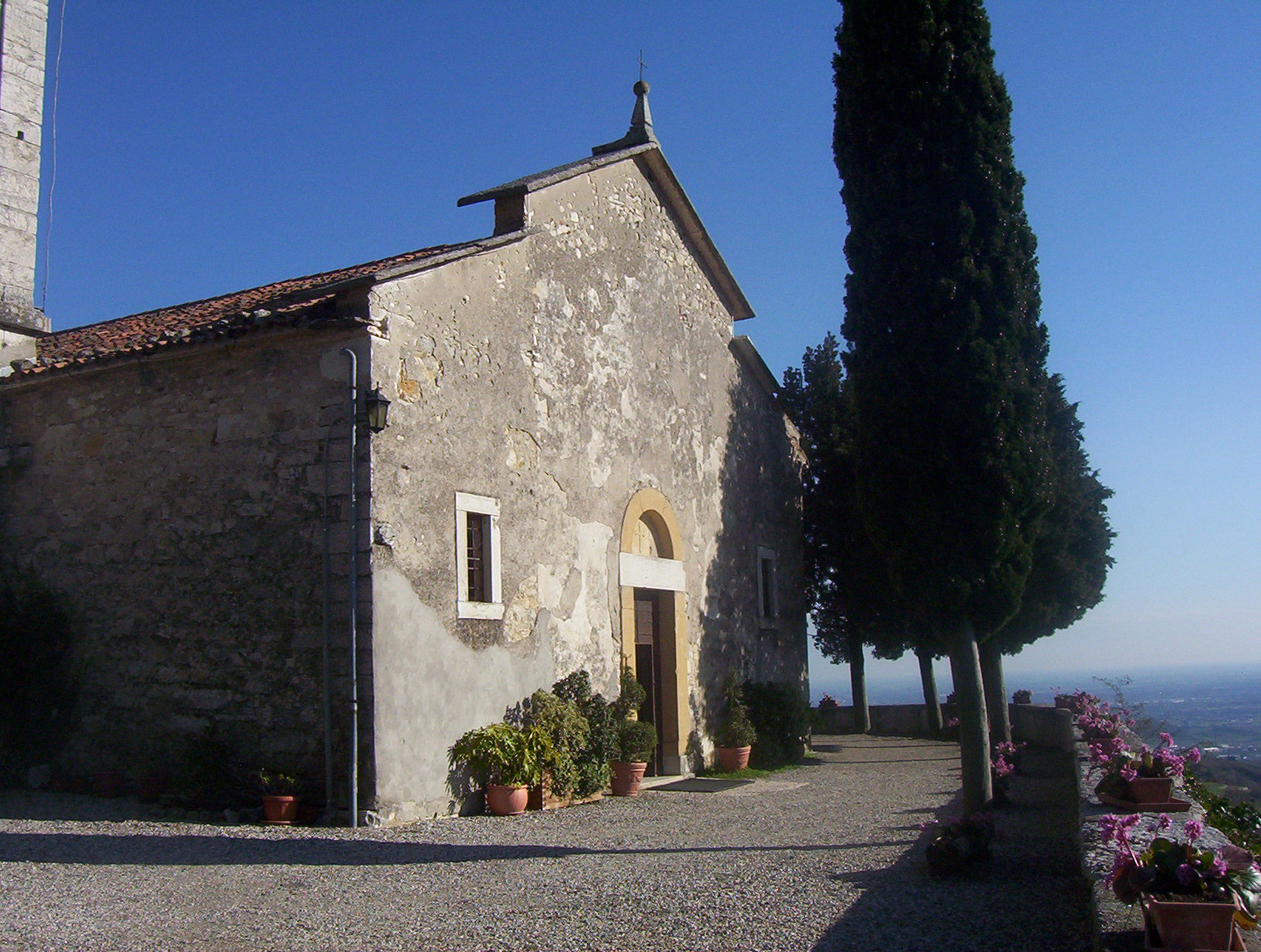
Facciata del santuario di Santa Maria di Valverde

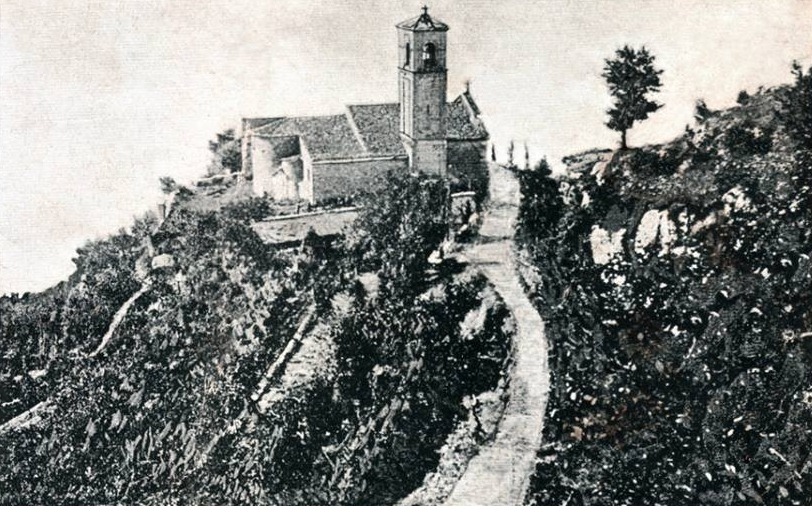
Santa Maria in Valverde in una fotografia d'epoca

Tra i principali edifici di culto maranesi si possono citare:
- Chiesa di San Marco al Pozzo: piccola chiesa rurale situata in località Pozzo di Valgatara, la più vicina a San Floriano. Precedentemente dedicata a santo Stefano, è attestata nel XIII secolo, ma forse risale al secolo precedente.[49] Conserva l'originario aspetto romanico, nonostante i rimaneggiamenti del XVII e XVIII secolo. L'ingresso è rettangolare, in pietra della Lessinia. L'interno è a navata unica, arricchita da una cappella cinquecentesca e decorata da affreschi trecenteschi su tutte le pareti interne, opera probabilmente di un allievo di Martino da Verona.[50] Su una delle pareti è inserita un'epigrafe romana con voto a Giove, forse proveniente da un luogo di culto della zona. La chiesa contiene una pala del fiammingo Michel Meeves del 1550 circa. All'esterno affresco del 1441 circa raffigurante la Crocifissione di Nostro Signore con il ritratto del donatore Pietro Zilia.[51]
- Parrocchiale di Valgatara (XIV secolo): dedicata ai santi Fermo e Rustico, è di origine medioevale le cui prime fonti ci provengono dalla visita del vescovo di Verona Ermolao Barbaro. Di questo edificio non rimante, tuttavia, nulla e nulla sappiamo di come fosse fatto. Diventò parrocchia la vigilia di Natale del 1797, staccandosi da San Floriano. Fu più volte ristrutturata: e la forma attuale dell'edificio deriva dall'aggiunta nel 1854, ad opera dell'architetto Francesco Ronzani, di due navate laterali e di un'abside rotonda ad una ristrutturazione precedente del XV secolo e dall'allungamento del 1944 dell'architetto Francesco Banterle.[52]
- Chiesa di San Giorgio, a Purano (XV secolo). L'edificio viene menzionato la prima volta nell'occasione della visita del vescovo Ermolao Barbaro, mentre sulla sua parete esterne vi è un'epigrafe, riguardante la charitas da dare ai poveri, datata 1410. La chiese venne ampliata all'inizio del XVIII secolo e più precisamente tra il 1717 e il 1730. L'interno è costituito da un'unica navata che si conclude, attraverso un arco trionfale, nell'abside quadrata.[53]
- Santuario di Santa Maria di Valverde, a Marano (XV secolo): in origine denominata Santa Maria di Minerbe (precedentemente qui vi fu un tempio dedicato a Minerva e da qui "Minerbe"), sorge sul pendio sopra i nuclei abitati di Pezza e di Purano. Venne costruita nel 1682 con tre navate terminanti in tre absidi. All'interno è venerata una statua lignea della Madonna con le mani giunte e il bambino adagiato sulle ginocchia, del 1516, data scritta sul retro del piedistallo "Questa Madonna ha fatto fare la compagnia de Santa Maria de Valverda de Castelo da Maran de MDXVI'"). All'interno, quattro altari dedicati a Maria, Sant'Antonio, San Rocco e alla Passione.[54]
- Parrocchiale di Marano (XX secolo). La visita di Ermolao Barbaro ci fa apprendere che nel XIV vi fosse una cappella dedicata a San Pietro e soggetta alla pieve di San Floriano. Solo grazie al vescovo Giovanni Andrea Avogadro viene eretta, il 24 dicembre 1797, al rango di parrocchia. A fianco dell'antico edificio ormai in abbandono, venne edificato nel 1922 l'attuale chiesa parrocchiale su disegno di don Giuseppe Trecca. Questo presenta una pianta a croce greca, sormontata da una cupola alta 30 m. La decorazione pittorica è opera di Aldo Tavella, nel periodo della seconda guerra mondiale.[55]
- Oratorio di Sant'Eustachio a Prognol. Nonostante oggi sia utilizzato come ricovero per attrezzi agricoli, la sua esistenza è attestata fin dal XIV grazie alla visita di Ermolao Barbaro, quando però si celebrava messa solo in rare occasioni. L'impianto architettonico, seppur profondamente modificato nel corso dei secoli, fa pensare ad un'iniziale impostazione romanica.[56]

### Architetture civili

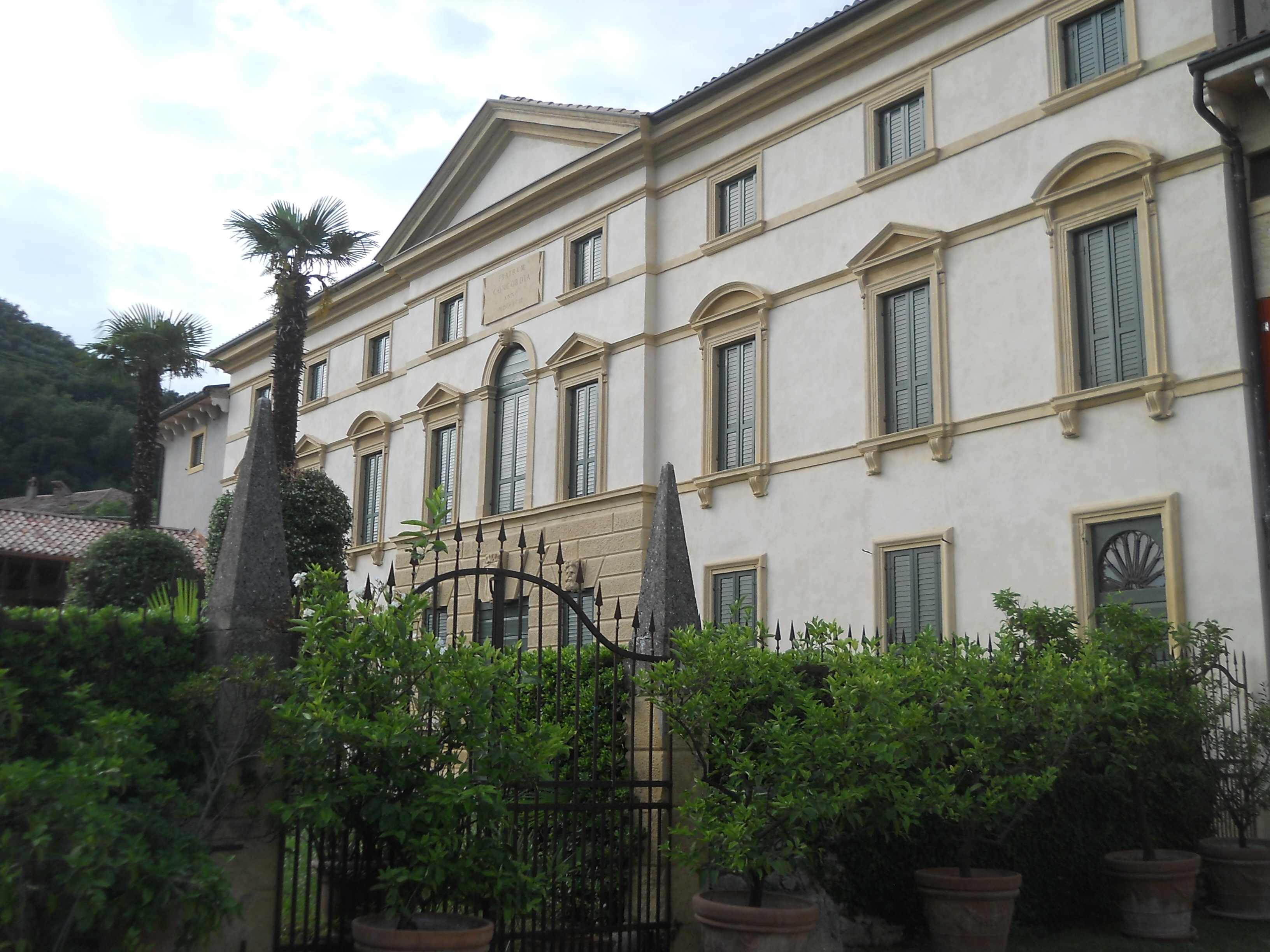
Villa Lorenzi in località Canzago.

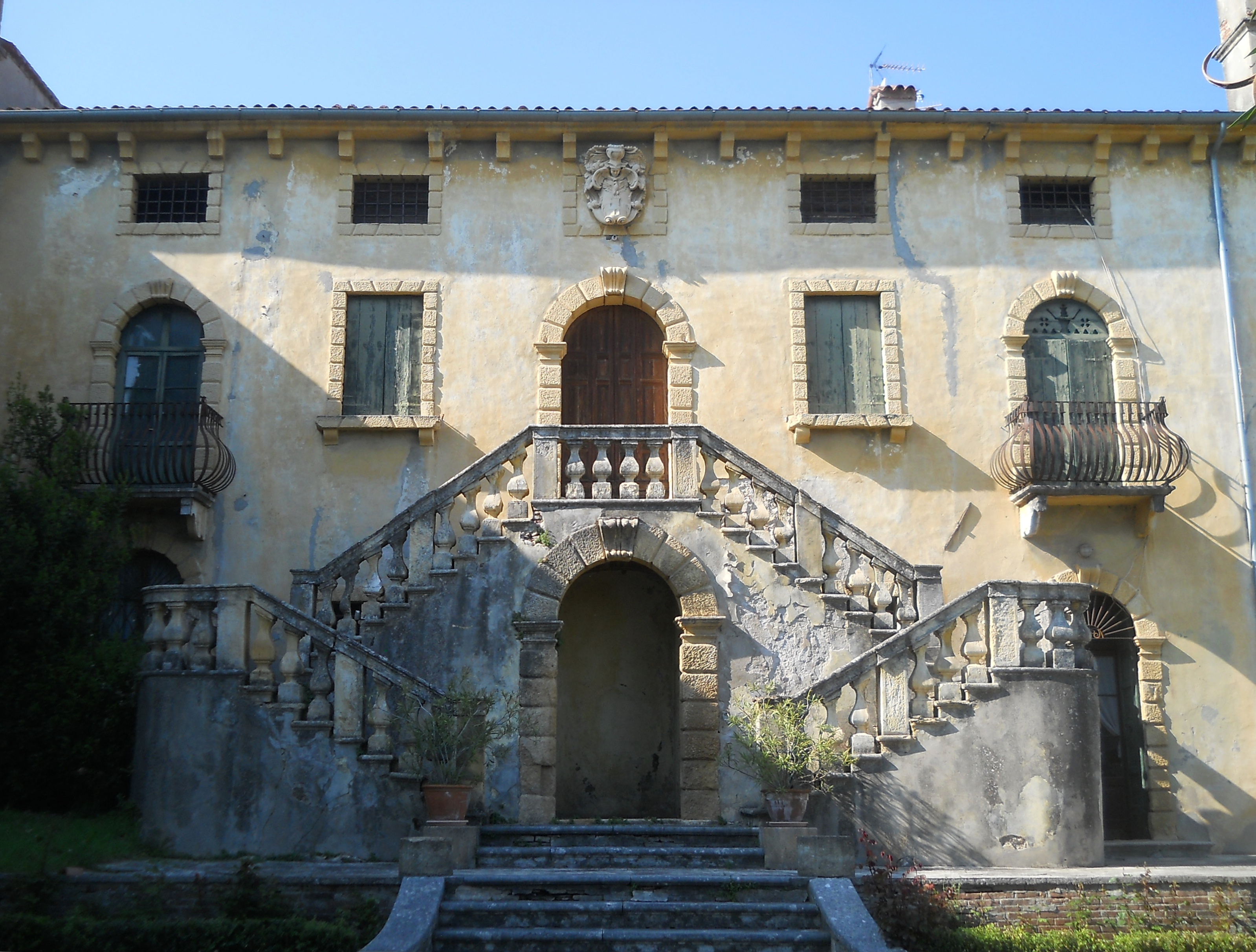
Facciata di Villa Porta in località Canzago.

Nel territorio marianese vi è una numerosa presenza di ville venete di ragguardevole pregio storico-artistico. L'edificazione di queste dimore risale all'epoca della dominazione veneziana, e nasce dall'esigenza dei ricchi proprietari terrieri veronesi di trasferirsi saltuariamente in campagna per seguire la produzione agricola oppure per villeggiatura.
- Villa Guantieri, a Valgatara (XV secolo). Nota anche come "La Fasanara", come la località in cui sorge. La villa padronale è composta da tre corpi: uno quattrocentesco, uno settecentesco e uno ottocentesco. Il più antico ha un tradizionale portico inferiore a tre arcate e una loggia superiore a sei. Inizialmente l'intera facciata era ricoperta da affreschi. Più tarda la torre colombara che sorge sul lato.[57]
- Villa Lorenzi, a Canzago (tardo XVIII secolo), opera dell'architetto Luigi Trezza, che riprese lo stile di Michele Sammicheli. La simmetrica facciata, neoclassica, presenta un alto basamento e un frontone triangolare. Tipico delle ville venete è l'interno, con due rampe di scale che si ricollegano su di un pianerottolo.[58]
- Villa Porta, a Canzago (XVIII secolo), con facciata con porte e finestre bugnate e scala esterna a quattro rampe con balaustra in tufo e poggioli in ferro. Sul lato orientale presenta un doppio loggiato rustico e sul lato occidentale un'ala prolungata verso la strada, che si accosta alla facciata dell'oratorio di San Carlo.[59]
- Villa Nuvoloni, a Valgatara (XVIII secolo). L'edificio che oggi possiamo trovare, in un non buono stato di conservazione, è il risultato di diversi rimaneggiamenti che ne hanno stravolto la configurazione originaria. Le linee del fabbricato primigenio si possono riscontrare nell'atrio centrale costituito da tre archi a cui è sovrapposto un poggiolo.[60]
- Villa Graziani, a Valgatara (XIX secolo). Costruita nel 1826 per la famiglia del generale Andrea Graziani, non può essere annoverata a pieno titolo tra le ville venete. Progettata dell'architetto Giuseppe Barbieri cerca di riprendere le linee classiche della villa Lorenzi.[61]

### Ambiente
La località della val Sorda e del rio Baiaghe si trova nella parte settentrionale del territorio comunale, una delle propaggini più meridionali del parco della Lessinia, ricca di grotte carsiche.

## Società

### Evoluzione demografica

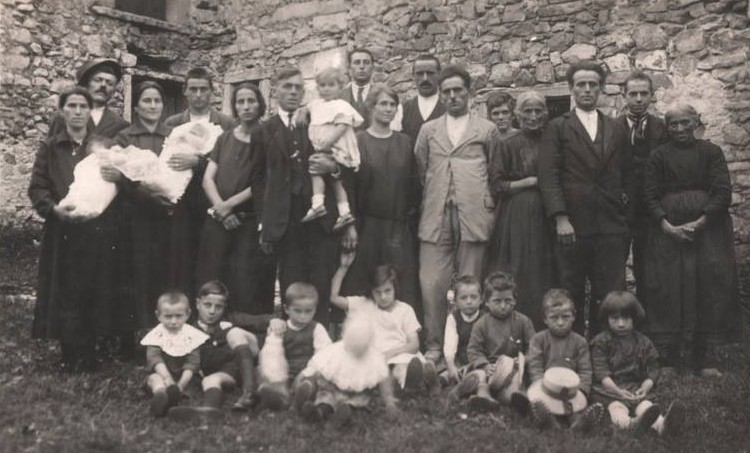
Fotografia di una famiglia di San Rocco alla fine del XIX secolo.

Durante il medioevo le grandi abbazie e chiese cittadini possedevano pochi fondi nella valle di Marano e quindi furono redatti pochi documenti che la riguardano. Ciò ha comportato una scarsa possibilità di ricostruire l'andamento demografico della popolazione di quel tempo. Facendo dei confronti con le altre zone limitrofe, possiamo stimare il numero di abitanti, almeno a partire dall'epoca veneziana, fosse in costante crescita fino a quando imperversarono le due grandi epidemie di peste, nel 1576 e del 1630. Sappiamo che al termine della prima epidemia, nel 1577, Marano contava solo 614 abitanti, mentre Valgatara ne aveva 325. Circa 20 anni più tardi, a seguito dell'emigrazione dalla città, questi dati salgono a 669 e 365 rispettivamente. Nel 1616 a Marano vivono 626 persone e a Valgatara 434. Nell'anno della peste manzoniana, la zona appare fortemente sovrappopolata, una condizione favorevole per il diffondersi delle malattie, con 715 abitanti registrati a Marano e 530 a Valgatara. La successiva pestilenza mieterà numerose vittime, con una mortalità superiore al 64% e al 57,6%, rispettivamente riscontrati a Valgatara e Marano.
Passata la tragedia della peste, i successivi due secoli furono caratterizzati da una crescita demografica costante. Tra il 1834 e il 1837 la popolazione totale dell'odierno comune passa 1530 a 1483 mentre tra il 1851 e il 1861 si registrò una diminuzione da 1720 a 1640, probabilmente per un'epidemia di colera che uccise solo a Marano 87 persone nel 1855. Gli anni successivi all'annessione al Regno d'Italia videro un forte incremento degli abitanti che portò la popolazione ad arrivare a 1987 unità nel 1871 e addirittura a 2165 nel 1881.

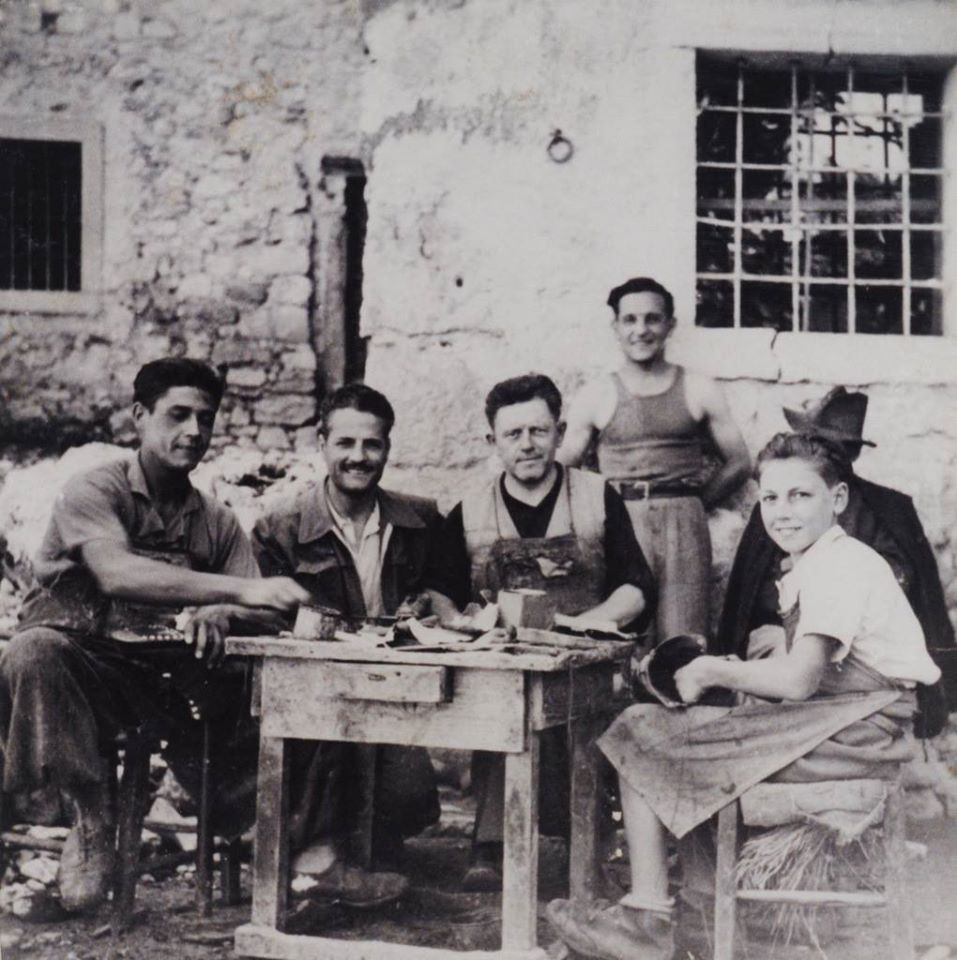
Avventori in un bar della frazione di Pezza intorno agli anni 1950.

Nonostante il successivo periodo di difficoltà economica, che porterà numerosi maranesi a cercare fortuna in sud America, la popolazione continuerà a crescere: 2486 nel 1901, 2754 nel 1911, 2869 nel 1921. C'è da ricordare che la maggior parte del fenomeno dell'emigrazione riguardò quella stagionale, con molti lavoratori, e in particolare lavoratrici, che si spostarono solo temporaneamente nei paesi vicini, come l'Austria ed in Svizzera.
Il picco più alto nel numero di abitanti si ebbe nel decennio tra il 1941 e il 1951, quando la popolazione arrivò intorno alle 3200 unità. In seguito, a causa della diminuzione della natalità e dell'emigrazione verso la città, i dati demografici iniziarono a scendere così come iniziarono a svuotarsi le contrade più isolate.
A partire dal 1871 è iniziato il censimento ufficiale della popolazione.
Abitanti censiti

### Etnie e minoranze straniere
A partire dagli ultimi decenni del 1900, si è assistito ad un progressivo aumento della presenza di cittadini stranieri, che qui sono immigrati per trovare lavoro nell'agricoltura e nell'assistenza alla terza età. Al 31 dicembre 2014 nel territorio comunale risultavano presenti 146 cittadini non italiani, prevalentemente europei.

## Cultura

### Scuole e biblioteche
Sia nel capoluogo, Marano, sia nella frazione di Valgatara sono presenti una scuola dell'infanzia e una scuola primaria. A Valgatara vi è, inoltre, la biblioteca "Paolo Gelmini", inserita nel sistema bibliotecario della provincia di Verona. Essa è stata istituita ufficialmente il 29 settembre 1971 e vanta 15 000 documenti, composti in prevalenza da libri, DVD e Cd musicali.

### Eventi
Come è tradizione in tutta la provincia di Verona, anche Marano ospita diverse sagre, feste popolari della durata di alcuni giorni, caratterizzate da musica dal vivo e chioschi enogastronomici. Da ricordare la Sagra di San Rocco che si tiene a metà agosto nell'omonima frazione, la Sagra di San Luigi organizzata nei primi giorni di settembre nel capoluogo, seguita dalla Festa dell'Addolorata presso l'abitato di Mondrago. "Settembre Musicale" è una rassegna di musica da camera che si tiene a Valgatara nella suggestiva chiesa di San Marco al Pozzo.

## Geografia antropica

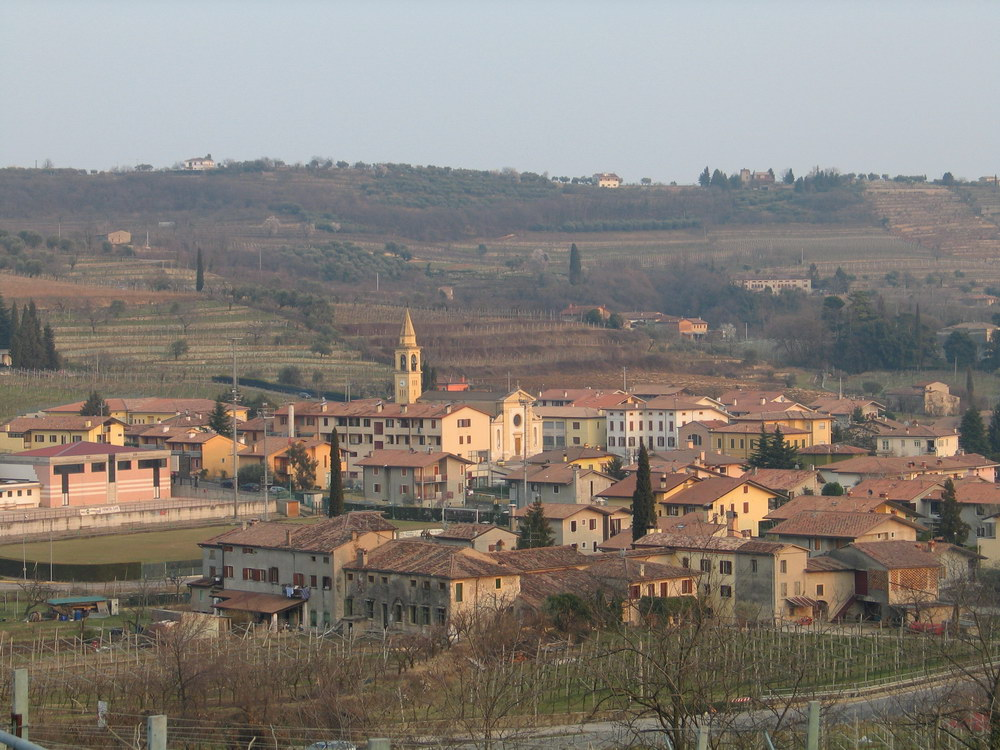
La frazione di Valgatara

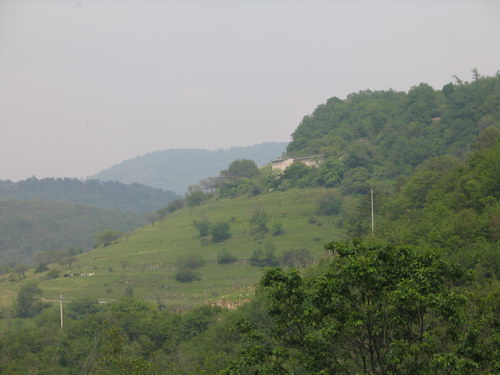
Mazzarino

Il territorio ha una diffusa presenza antropica, oltre alle frazioni di Valgatara e di San Rocco, c'è una miriade di contrade spesso con una storia propria (Pezza, Prognol, Purano, Canzago, Cotto, Ravazzol, Mondrago, Carazzole e Tonei, Paverno, Agnela, Badin, Canova, Fasanara, Gnirega, Maregnago, Molino, Pozzo, Torre e Villa).
- "Valgatara": secondo un'ipotesi il nome della frazione deriverebbe da "Val Gotara" o "Valle dei Goti", a causa di una sconfitta che sarebbe stata inflitta ai Visigoti di Alarico da parte di Stilicone a sud di Marano. C'è però chi sostiene che il toponimo derivi da "Valle Càtara" o "Valle dei Catari", seguaci di un movimento eretico medioevale nato in Francia (ad Albi, da cui il nome altrettanto noto di albigesi), diffusosi in alcune zone d'Europa tra cui l'Italia settentrionale, e perseguitato nel XIII secolo fino al rogo collettivo all'arena di Verona il 13 febbraio 1278.
- "Pezza": gruppo compatto di case sulla via da Marano verso Sant'Anna d'Alfaedo, sotto il santuario di Santa Maria Valverde. Le case sono racchiuse in corti ed appoggiate le une sulle altre, con archi che danno accesso ai cortili. Nel periodo della seconda guerra mondiale giunse ad essere il maggiore centro della valle con forni per il pane, osterie, artigiani e le prime scuole della parte alta del comune.
- "Mondrago": villaggio nella parte settentrionale del territorio comunale, ai confini con la zona collinare. Gli edifici sono costruiti in pietra della Lessinia.
- "Marezzane" o "Maredane": situata nel Parco della Lessinia. Sulla stessa collina si trova un edificio settecentesco noto come "Mazzarino", presso il quale si trovano orchidee, selvatiche ne sono state contate 27 specie diverse[72].

## Economia
Oltre ad un recente sviluppo dell'artigianato, specialmente nella parte sud del comune, Marano basa la propria attività sull'agricoltura (uva e vino, ciliegie e talvolta olivo).
È zona di produzione del vino Valpolicella, dell'Amarone della Valpolicella e del Recioto della Valpolicella.
Il territorio presenta, in linea con le restanti realtà della valpolicella, una prevalenza di imprese attive nell'agricoltura (circa 55% delle totali presenti nel comune); la restante parte delle imprese attive è da dividersi tra industria, commercio, costruzioni e servizi di alloggio e ristorazione.
Si registra una presenza di circa 21,8 imprese per km² e di 127,8 imprese per 1000 abitanti (dati aggiornati al 2019 Camera di Commercio di Verona Archiviato il 30 ottobre 2020 in Internet Archive.).

## Infrastrutture e trasporti
La conformazione della valle di Marano, stretta e allungata da sud a nord, ha influito sullo sviluppo del sistema viario. Le frazioni, nonché il capoluogo, si trovano tutte sull'asse viario costituito dalla strada provinciale n. 34 che attraversa tutta la vallata.
Marano e le sue frazioni sono raggiungibile in automobile attraverso:
- Strada provinciale n.34: è la principale strada che attraversa tutto il comune. Parte dalla frazione di San Floriano (nel comune di San Pietro in Cariano) come diramazione della provinciale 4 e si dirige verso il centro di Marano, attraversando prima Rugolin e Valgatara. Superato il capoluogo si inerpica, con alcuni tornanti, vero la Lessinia passando da Pezza e San Rocco fino a raggiungere il comune di Sant'Anna d'Alfaedo.
- Strada provinciale n.33/b: collega, salendo per il monte Crocetta, Marano con il centro di Fumane
- Da Valgatara è possibile raggiungere, scollinando, il centro di Negrar grazie ad una strada comunale. Anche Marano è collegata con il comune negrarese grazie ad una strada che porta verso la località Jago di Sopra. Numerose altre strade comunali servono tutte le contrade sparse nella vallata.

Sul territorio comunale non transita alcuna linea ferroviaria. La più vicina stazione è quella di Domegliara a circa 13 km dal capoluogo. Nella prima metà del 1900 era in funzione la ferrovia Verona-Caprino-Garda che attraversava il vicino comune di San Pietro in Cariano; tuttavia venne soppressa nel 1959. Marano è servita da un servizio di trasporto pubblico su autobus, gestito dall'azienda ATV (la linea 107 serve tutto il comune) che fornisce un collegamento con la città di Verona.

## Amministrazione
Con il plebiscito del Veneto del 1866, Marano viene ufficialmente annessa al Regno d'Italia e il 6 gennaio dell'anno seguente si tennero le prime elezioni. In quest'occasione solo 37 degli 84 aventi diritto al voto si recarono alle urne per eleggere i 15 consiglieri che avrebbero retto il comune, mentre il sindaco sarebbe stato nominato tra di essi con regio decreto, solo a partire dal 1889 venne introdotta l'elezione da parte del consiglio comunale. Così, il primo sindaco della Marano italiana fu Giambattista Buella che rimase in carica fino al 1870 e a cui seguirono Antonio Campagnola (1870-1877), Francesco Lavarini (1877-1895), Ferdinando Canadiani (1890-1892), Giovanni Tommasi (1892-1895), Francesco Lonardi (1895-1899 e 1905-1914), Luigi Vaona (1899-1905), Paolo Vaona (1914-1920), Carlo Zancanaro (1920-1921), Giuseppe Zardini (1921-1926).
Durante il successivo ventennio fascista la carica elettiva di sindaco venne soppressa e al suo posto vennero nominati dei podestà, che a Marano furono: Cesare Campagnola (1926-1932). Roberto Barbetta (1932-1935), Attilio Maoli (1935-1937), Francesco Castellani (1937-1938) e Guido Campagnola (1938-1945).
Con la caduta del fascismo vi fu un periodo di amministrazione provvisoria e per le prime elezioni si dovette aspettare il 10 aprile 1946. I sindaci che hanno amministrato Marano da questa data in poi, sono stati:
| Periodo     | Periodo     | Primo cittadino    | Partito                            | Carica  | Note          |
| ----------- | ----------- | ------------------ | ---------------------------------- | ------- | ------------- |
| 1945        | 1946        | Luigi Spada        | Democrazia Cristiana               | Sindaco | [ 45 ]        |
| 1946        | 1951        | Giuseppe Zardini   | Democrazia Cristiana               | Sindaco | [ 45 ]        |
| 1951        | 1960        | Luigi Campagnola   | Democrazia Cristiana               | Sindaco | [ 45 ]        |
| 1960        | 1969        | Luigi Borghetti    | Democrazia Cristiana               | Sindaco | [ 45 ]        |
| 1969        | 1970        | Sante Degani       | Democrazia Cristiana               | Sindaco | [ 45 ]        |
| 1970        | 1976        | Gian Maria Tommasi | Democrazia Cristiana               | Sindaco | [ 45 ]        |
| 1976        | 1985        | Luigi De Nardi     | Democrazia Cristiana               | Sindaco | [ 45 ]        |
| giugno 1985 | maggio 1990 | Pietro Clementi    | Democrazia Cristiana               | Sindaco | [ 45 ] [ 75 ] |
| maggio 1990 | aprile 1995 | Pietro Clementi    | Democrazia Cristiana               | Sindaco | [ 76 ]        |
| maggio 1995 | giugno 1999 | Pietro Clementi    | Tendenti Partito Popolare Italiano | Sindaco | [ 77 ]        |
| giugno 1999 | giugno 2004 | Pietro Clementi    | Partito di Centro                  | Sindaco | [ 78 ]        |
| giugno 2004 | giugno 2009 | Simone Venturini   | Lista Civica                       | Sindaco | [ 79 ]        |
| giugno 2009 | giugno 2014 | Simone Venturini   | Lista Civica                       | Sindaco | [ 80 ]        |
| giugno 2014 | maggio 2019 | Giovanni Viviani   | Lista Civica                       | Sindaco |               |
| maggio 2019 | in carica   | Giuseppe Zardini   | Lista Civica                       | Sindaco |               |

### Gemellaggi
Nel 2003 l'amministrazione comunale di Marano di Valpolicella ha siglato un gemellaggio con:
- Appenheim, dal 2003[81][82]

### Altre informazioni amministrative
Marano di Valpolicella fa parte della Comunità montana della Lessinia, del Parco della Lessinia e dell'associazione città del vino.

## Sport
Sul territorio sono presenti svariate società sportive dilettantistiche e amatoriali, soprattutto dedite al calcio, tamburello e ciclismo.
Sono presenti due squadre di calcio, la più importante è il football club Valgatara, militante nel campionato di calcio dilettantistico Veneto di Eccellenza, dalla stagione 2023-2024 la nuova denominazione sociale sarà Real Valpolicella FC a seguito di una fusione con la Polisportiva calcio Negrar, la nuova società seguirà anche il settore giovanile delle squadre a 11 (dalla prima squadra alla squadra U14). Ed il magico Marano di Valpolicella, storica squadra amatoriale famosa per il suo chiosco e per i terzi tempi leggendari e goliardici.
Sono inoltre nativi del comune i ciclisti Davide Formolo, campione italiano di ciclismo su strada del 2019, Giovanni Lonardi ed Edoardo Zardini.